# 湧別駅
湧別駅（ゆうべつえき）は、かつて北海道（網走支庁）紋別郡湧別町栄町にあった北海道旅客鉄道（JR北海道）名寄本線（支線）の駅（廃駅）である。事務管理コードは▲122141。

## 歴史

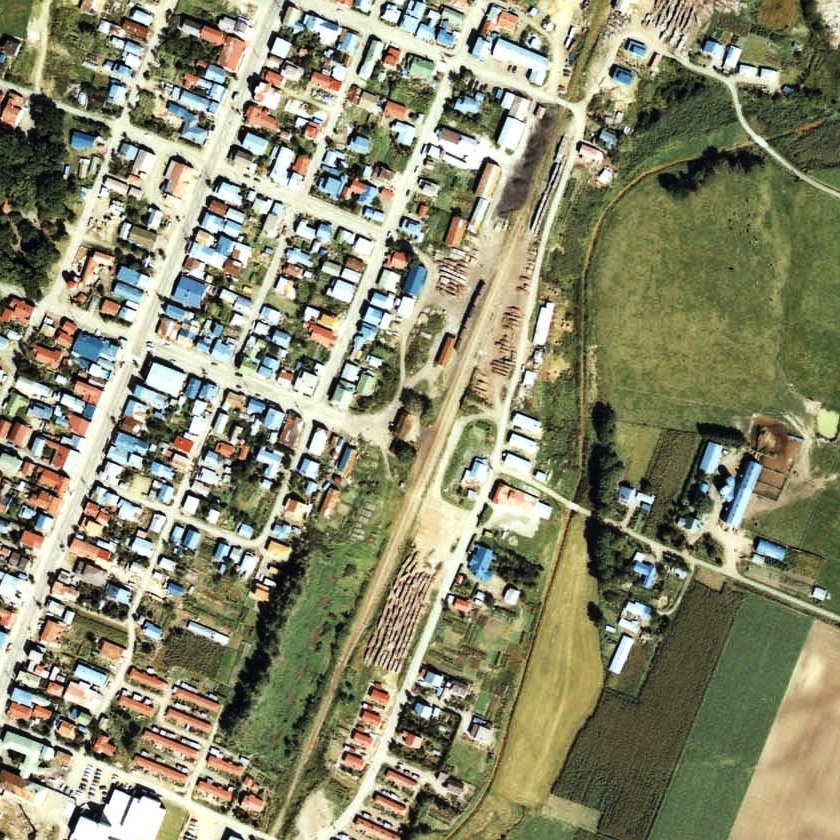
1977年の湧別駅と周囲約500m範囲。下が中湧別方面。単式ホーム1面1線の他に、駅裏側に2本の副本線、駅舎横に貨物ホームと引込み線を有した。この時点では副本線は1本に見える。周囲にはまだ多くの木材が野積みされ、貨物ホームには貨車が留置されているが、この1年後には貨物の取扱いが廃止されている。駅構外の北側にあった木工場へ、本線から真っ直ぐ引込み線が伸びているのが確認できる。かつてはそこからさらに現在のマルハニチロ北日本湧別事業所の北東側付近にまで軌道が伸びていた。

中湧別駅から分岐する支線の終着駅であった。この支線は湧網線の運行当時平行するバス路線は10本程度あったものの、1962年（昭和37年）から旅客列車が朝夕の2往復しかなく、国鉄時代には清水港線（1往復/日、1984年廃止）に次いで旅客列車の少ない区間であった。しかしながら1986年（昭和61年）11月1日国鉄ダイヤ改正まで駅員配置、その後廃止時まで簡易委託駅であった。

### 年表
- 1916年（大正5年）11月21日：鉄道院湧別軽便線社名淵（後の開盛） - 当駅間延伸開通に伴い下湧別駅（しもゆうべつえき）として開業[1]。一般駅[1]。
- 1922年（大正11年）9月2日：線路名を湧別線に改称、それに伴い同線の駅となる。
- 1930年（昭和5年）2月12日：湧別軌道当駅 - 丁寧間が開業。
- 1932年（昭和7年）10月1日：遠軽駅 - 当駅間が名寄本線に編入され同線の駅となる。
- 1939年（昭和14年）
  - 8月1日：湧別軌道の軌道運輸営業廃止が許可。
  - 9月1日：湧別軌道の廃止が官報掲載（廃止公示）。
- 1949年（昭和24年）6月1日：日本国有鉄道に移管。
- 1954年（昭和29年）11月10日：湧別駅に改称[1]。
- 1962年（昭和37年）10月1日：この日のダイヤ改正から1日に発着する旅客列車が朝夕のみの2往復となる[4]。以来廃線までこの状態が続いた。
- 1978年（昭和53年）12月1日：貨物取扱い廃止[1]。
- 1984年（昭和59年）2月1日：荷物取扱い廃止[1]。
- 1986年（昭和61年）11月1日：無人（簡易委託）化[5]。
- 1987年（昭和62年）4月1日：国鉄分割民営化によりJR北海道に継承[1]。
- 1989年（平成元年）5月1日：名寄本線の廃線に伴い廃止となる[1]。

### 駅名の由来
開業当初、湧別川の下流に位置することから「下湧別」と命名されたが、所在する下湧別村が1953年（昭和28年）に町制施行し名称を湧別町と改めたため、翌年に駅名も改称された。

## 駅構造
もともと、旅客用の単式ホーム1面1線（有効長50 m）に加え、貨物用の側線を2線（駅舎側から1、2、3番線）、1番線の延長上から遠軽方に戻る形で駅舎側に分岐し駅舎北側の貨物ホーム（有効長30 m）に至る側線を1線を有する配線であり、1975年（昭和50年）3月時点ではこの形態であった。
しかし、貨物用の側線はいずれも1981年（昭和56年）3月時点までには撤去されており、廃止時点では前述の旅客用単式ホーム1面1線のみの棒線駅となっていた。
駅舎とホームは構内の北西側（湧別方面に向かって左手側）に位置し、通路で連絡した。駅舎は開業当初からの木造平屋建ての建物であった。
簡易委託駅時代は、駅前のハイヤー会社で乗車券販売が行われており、駅スタンプも設置されていた。

## 利用状況
乗車人員の推移は以下のとおり。年間の値のみ判明している年については、当該年度の日数で除した値を括弧書きで1日平均欄に示す。乗降人員のみが判明している場合は、1/2した値を括弧書きで記した。
| 年度               | 乗車人員 | 乗車人員 | 出典   | 備考 |
| 年度               | 年間     | 1日平均  | 出典   | 備考 |
| ------------------ | -------- | -------- | ------ | ---- |
| 1978年（昭和53年） |          | 61       | [ 11 ] |      |

## 駅周辺
- 北海道道656号湧別停車場サロマ湖線
- 北海道道204号湧別上湧別線
- 湧別町役場湧別総合支所（旧・湧別町役場、現湧別町役場は旧・上湧別町役場を使用）
- 湧別郵便局
- 湧別町運動公園
- オホーツク海 - ホームからも望めた[9]。
- サロマ湖
- 湧別川

## バス路線
- 北海道北見バス、北紋バス、湧別町営バス「湧別」停留所 - 北海道道204号沿いに待合室付きの停留所が整備される。

## 駅跡
駅跡地には遠軽地区広域組合消防署湧別出張所及び湧別町文化センターさざ波が建設されており、消防署前の歩道には「湧別駅の跡」の記念碑が建立されている。

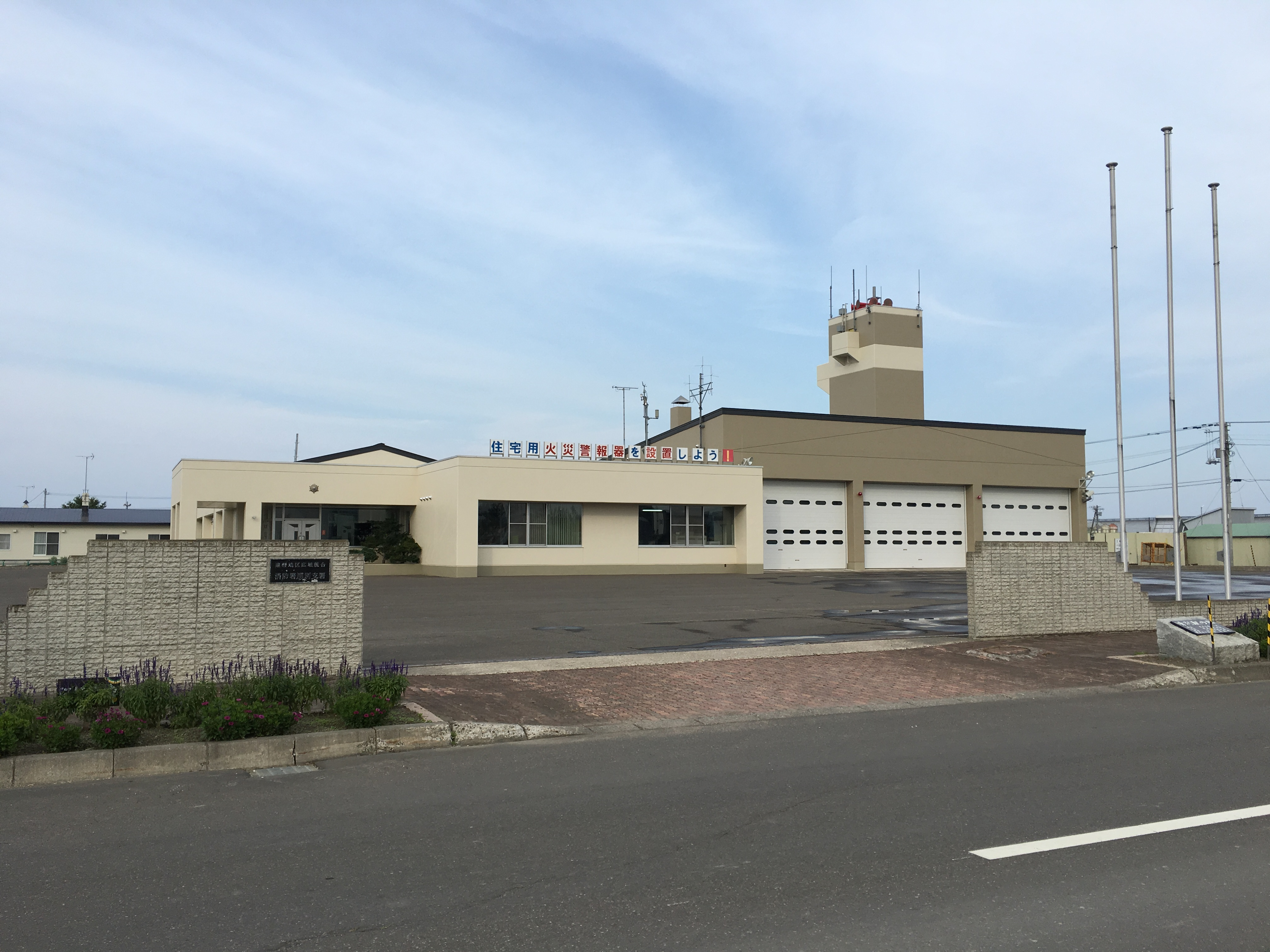
遠軽地区広域組合消防署湧別出張所
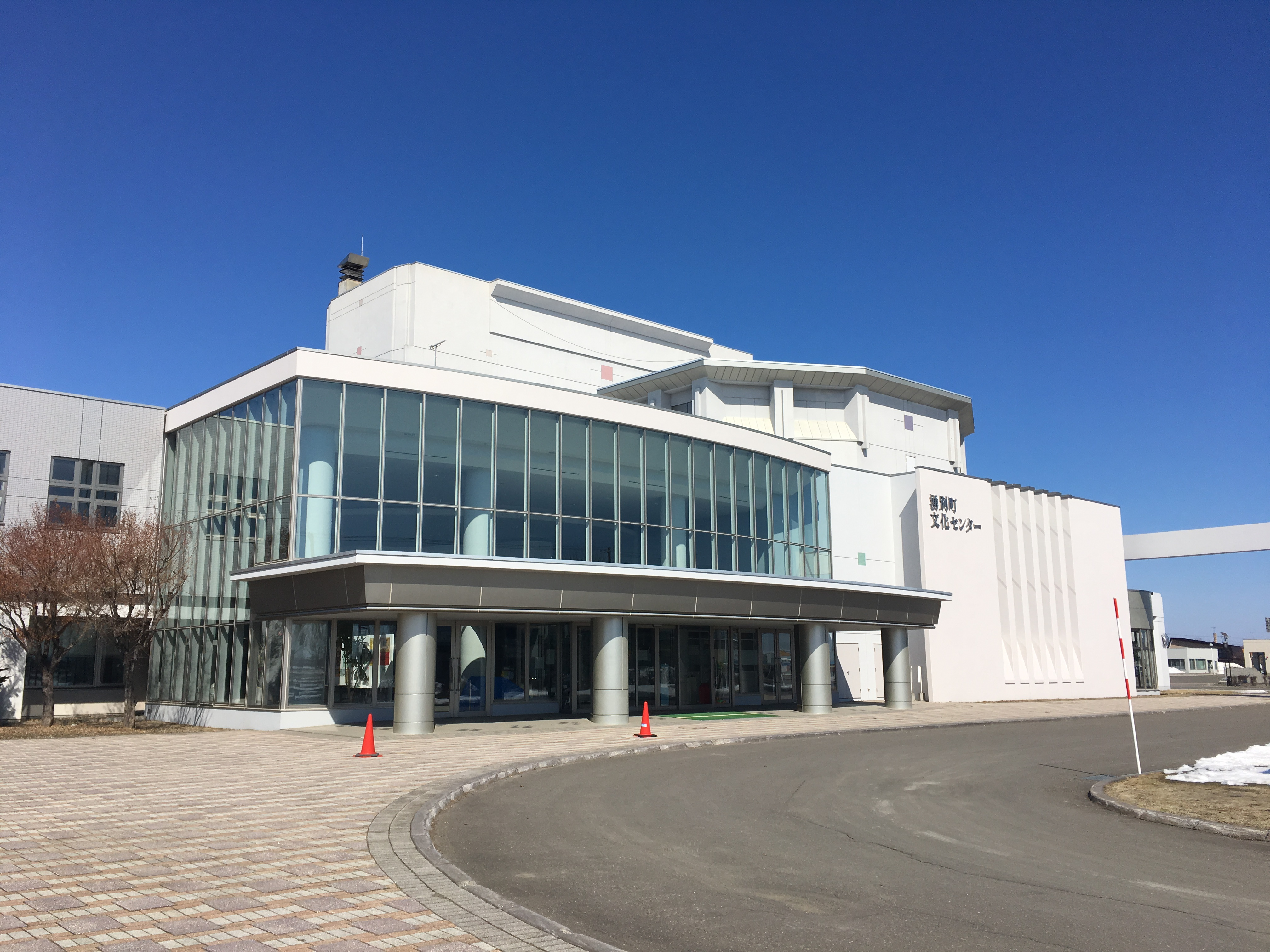
湧別町文化センターさざ波

## 隣の駅
北海道旅客鉄道（JR北海道）
名寄本線（支線）
四号線駅 - 湧別駅